# Стіпе Біук
Стіпе Біук (хорв. Stipe Biuk, нар. 26 грудня 2002, Спліт, Хорватія) — хорватський футболіст, вінгер іспанського клубу «Реал Вальядолід».
На правах оренди грає в хорватському клубі «Хайдук».

## Ігрова кар'єра

### Клубна
Стіпе Біук є вихованцем футбольної академії клубу «Хайдук», до якої він приєднався у 2011 році. У січні 2021 року футболіст підписав зклубом свій перший професійний контракт до 2026 року.
Перед сезоном 2020/21 Біук був переведений до першої команди. Дебютну гру в основі він провів 2 березня 2021 року у поєдинку на Кубок Хорватії. В чемпіонаті країни Біук вперше зіграв 20 березня 2021 року у матчі проти «Шибеника».
У грудні 2022 року Біук перейшов до клубу МЛС «Лос-Анджелес», з яким підписав контракт на чотири роки. Провівши в клубі один сезон, на початку 2024 року Біук повернувся до Європи, де на правах оренди приєднався до клубу іспанської Сегунда Дивізіон «Реал Вальядолід», з яким посів друге місце і виборов право на підвищення до іспанської Прімери.

### Збірна
Стіпе Біук виступав за юнацькі збірні Хорватії. З 2021 року грав у складі молодіжної збірної Хорватії.